# Malaysia ved OL
Malaysia deltog første gang i olympiske lege under Sommer-OL 1964 i Tokyo. De har siden deltaget i alle efterfølgende sommerlege undtaget Sommer-OL 1980 i Moskva som de boykottede. Malaysia har aldrig deltaget i vinterlege.
Malaysia blev til i 1963 efter sammenlægning af Føderationen Malaya, Nordborneo, Sarawak og Singapore. Af disse deltog Malaya (1956–60), Singapore (1948–60) og Nordborneo (1956) med egne hold før sammenlægningen. Singapore blev selvstændigt i 1965, og har siden deltaget som selvstændig nation.

## Medaljeoversigt
| Malayas medaljer under de olympiske sommerlege | Malayas medaljer under de olympiske sommerlege | Malayas medaljer under de olympiske sommerlege | Malayas medaljer under de olympiske sommerlege | Malayas medaljer under de olympiske sommerlege | Malayas medaljer under de olympiske sommerlege |
| ---------------------------------------------- | ---------------------------------------------- | ---------------------------------------------- | ---------------------------------------------- | ---------------------------------------------- | ---------------------------------------------- |
| Lege                                           | Guld                                           | Sølv                                           | Bronze                                         | Totalt                                         | Rang                                           |
| 1956 Melbourne/Stockholm                       | 0                                              | 0                                              | 0                                              | 0                                              | –                                              |
| 1960 Roma                                      | 0                                              | 0                                              | 0                                              | 0                                              | –                                              |
| Totalt                                         | 0                                              | 0                                              | 0                                              | 0                                              |                                                |

| Malaysias medaljer under de olympiske sommerlege | Malaysias medaljer under de olympiske sommerlege | Malaysias medaljer under de olympiske sommerlege | Malaysias medaljer under de olympiske sommerlege | Malaysias medaljer under de olympiske sommerlege | Malaysias medaljer under de olympiske sommerlege |                     | Malaysias medaljer under de olympiske vinterlege | Malaysias medaljer under de olympiske vinterlege | Malaysias medaljer under de olympiske vinterlege | Malaysias medaljer under de olympiske vinterlege | Malaysias medaljer under de olympiske vinterlege | Malaysias medaljer under de olympiske vinterlege |
| Lege                                             | Guld                                             | Sølv                                             | Bronze                                           | Totalt                                           | Rang                                             | Lege                | Guld                                             | Sølv                                             | Bronze                                           | Totalt                                           | Rang                                             |                                                  |
| 1964 Tokyo                                       | 0                                                | 0                                                | 0                                                | 0                                                | –                                                | 1964 Innsbruck      | Deltog ikke                                      | Deltog ikke                                      | Deltog ikke                                      | Deltog ikke                                      | Deltog ikke                                      |                                                  |
| 1968 Mexico by                                   | 0                                                | 0                                                | 0                                                | 0                                                | –                                                | 1968 Grenoble       | Deltog ikke                                      | Deltog ikke                                      | Deltog ikke                                      | Deltog ikke                                      | Deltog ikke                                      |                                                  |
| 1976 München                                     | 0                                                | 0                                                | 0                                                | 0                                                | –                                                | 1972 Sapporo        | Deltog ikke                                      | Deltog ikke                                      | Deltog ikke                                      | Deltog ikke                                      | Deltog ikke                                      |                                                  |
| 1976 Montréal                                    | 0                                                | 0                                                | 0                                                | 0                                                | –                                                | 1976 Innsbruck      | Deltog ikke                                      | Deltog ikke                                      | Deltog ikke                                      | Deltog ikke                                      | Deltog ikke                                      |                                                  |
| 1980 Moskva                                      | Deltog ikke                                      | Deltog ikke                                      | Deltog ikke                                      | Deltog ikke                                      | Deltog ikke                                      | 1980 Lake Placid    | Deltog ikke                                      | Deltog ikke                                      | Deltog ikke                                      | Deltog ikke                                      | Deltog ikke                                      |                                                  |
| 1984 Los Angeles                                 | 0                                                | 0                                                | 0                                                | 0                                                | –                                                | 1984 Sarajevo       | Deltog ikke                                      | Deltog ikke                                      | Deltog ikke                                      | Deltog ikke                                      | Deltog ikke                                      |                                                  |
| 1988 Seoul                                       | 0                                                | 0                                                | 0                                                | 0                                                | –                                                | 1988 Calgary        | Deltog ikke                                      | Deltog ikke                                      | Deltog ikke                                      | Deltog ikke                                      | Deltog ikke                                      |                                                  |
| 1992 Barcelona                                   | 0                                                | 0                                                | 1                                                | 1                                                | 54                                               | 1992 Albertville    | Deltog ikke                                      | Deltog ikke                                      | Deltog ikke                                      | Deltog ikke                                      | Deltog ikke                                      |                                                  |
| 1996 Atlanta                                     | 0                                                | 1                                                | 1                                                | 2                                                | 58                                               | 1994 Lillehammer    | Deltog ikke                                      | Deltog ikke                                      | Deltog ikke                                      | Deltog ikke                                      | Deltog ikke                                      |                                                  |
| 2000 Sydney                                      | 0                                                | 0                                                | 0                                                | 0                                                | –                                                | 1998 Nagano         | Deltog ikke                                      | Deltog ikke                                      | Deltog ikke                                      | Deltog ikke                                      | Deltog ikke                                      |                                                  |
| 2004 Athen                                       | 0                                                | 0                                                | 0                                                | 0                                                | –                                                | 2002 Salt Lake City | Deltog ikke                                      | Deltog ikke                                      | Deltog ikke                                      | Deltog ikke                                      | Deltog ikke                                      |                                                  |
| 2008 Beijing                                     | 0                                                | 1                                                | 0                                                | 1                                                | 70                                               | 2006 Torino         | Deltog ikke                                      | Deltog ikke                                      | Deltog ikke                                      | Deltog ikke                                      | Deltog ikke                                      |                                                  |
| 2012 London                                      | 0                                                | 1                                                | 1                                                | 2                                                | 63                                               | 2010 Vancouver      | Deltog ikke                                      | Deltog ikke                                      | Deltog ikke                                      | Deltog ikke                                      | Deltog ikke                                      |                                                  |
| 2016 Rio de Janeiro                              | 0                                                | 4                                                | 1                                                | 5                                                | 60                                               | 2014 Sotji          | Deltog ikke                                      | Deltog ikke                                      | Deltog ikke                                      | Deltog ikke                                      | Deltog ikke                                      |                                                  |
| 2020 Tokyo                                       |                                                  |                                                  |                                                  |                                                  |                                                  | 2018 Pyeongchang    | 0                                                | 0                                                | 0                                                | 0                                                | –                                                |                                                  |
| Totalt                                           | 0                                                | 7                                                | 4                                                | 11                                               |                                                  | Totalt              | 0                                                | 0                                                | 0                                                | 0                                                |                                                  |                                                  |